# Tryo
Pour le  groupe de rock progressif chilien, voir Tryo.
Pour l’article ayant un titre homophone, voir Trio.
Tryo est un groupe de chanson française à forte influence reggae.
Le groupe se forme en 1995 par la rencontre de Guizmo et Manu Eveno, membres du groupe M'Panada, avec un jeune comédien et musicien : Christophe Mali. En 1996, le percussionniste Daniel Bravo les rejoint.
Les débuts de Tryo sont marqués par une musique acoustique aux influences reggae qui donne lieu à deux premiers albums : Mamagubida en 1998 et Faut qu'ils s'activent en 2000. Avec leur troisième album Grain de sable, en 2003, ils s'ouvrent à d'autres influences, notamment le jazz[Lesquelles ?]. Leur album Ce que l'on sème, sorti en novembre 2008, affirme cette évolution en proposant une palette musicale aux sonorités venues des quatre coins du monde, comme on peut l'entendre dans les morceaux Mrs Roy, Tombé mal ou encore El dulce de leche et Printemps arabe.
Tryo a su se démarquer de la scène française traditionnelle par son approche engagée de la musique et le mélange vocal des trois chanteurs du groupe. De plus, le groupe se distingue par ses apparitions rares dans les médias, préférant le bouche-à-oreille pour sa promotion.
Jusqu'en 2021, le nom du groupe pouvait porter à confusion, car il était composé de quatre membres depuis ses débuts : Guizmo, Christophe Mali, Manu Eveno et Daniel Bravo (dit Danielito). Après l'annonce du départ de Manu Eveno, en 2021, le groupe redevient un trio. Leur producteur exécutif et coproducteur, Sébastien Pujol (surnommé Bibou) prend une part importante dans les activités du groupe et ce, depuis le tout début, si bien qu'il est compté comme son cinquième membre. Bibou a par exemple distribué le premier album à 14000 exemplaires avant la signature en maison de disque. En plus du son, et tant d'autres questions, il assurera la gestion des sociétés et des affaires jusqu'à son départ en 2022.

## Biographie

### Débuts
En 1992, Manu Eveno et Guizmo font partie du groupe M'Panada (qui existait depuis 1988-89) tandis que Christophe Mali crée des spectacles de son côté. Ils se rencontrent lors d'une comédie musicale donnée à la MJC de Fresnes. L'été 1995, lors d'un voyage dans les Pyrénées, les trois amis commencent à jouer de la musique ensemble et entament alors leur collaboration sous le nom de Trio, dont l'orthographe est par la suite modifiée en Tryo par le directeur de la MJC de Fresnes .
En 1996, le groupe se produit en Bretagne, en Bourgogne, en  Vendée et multiplie ses apparitions sur la côte atlantique. La même année, Daniel Bravo (surnommé « Danielito ») vient compléter la formation aux percussions. Le groupe conserve alors son nom même s'il n'est plus un trio.

### Sortie du premier album
En 1997, le groupe enchaîne les festivals et enregistre sur scène en novembre son 1er album, Mamagubida. Ce nom étrange est formé de la première syllabe des membres : Manu, Mali, Guizmo, Bibou (à l'organisation et à la technique) et Daniel. L'album sort en février 1998 et est diffusé sur quelques radios locales et plus généralement dans le milieu associatif. Il rencontre un véritable succès et s'écoule par auto-distribution à 15 000 exemplaires. La première chanson de l'album, L'Hymne de nos campagnes, est jouée par Tryo aux Victoires de la musique 2006.
En novembre 1998, ils sont repérés par Patricia Bonnetaud de Yelen musiques et signent avec elle un contrat de licence.

### Second album et rencontre avec Les Arrosés
En 2000, Tryo refait surface dans les bacs avec Faut qu'ils s'activent, leur 2e opus. Cet album est beaucoup plus poétique que le premier avec des chansons comme Cinq Sens, La Mer ou Les Nouveaux Bergers.

### Un troisième album qui met l'accent sur l'engagement
En 2003 le groupe sort un 3e album, Grain de sable, sur lequel on retrouve, entre autres, les grands succès : Sortez-les, Pompafric, Serre-moi, Récréaction et Désolé pour hier soir. Cet album se démarque des précédents par un texte encore plus engagé politiquement.
C'est en 2004 que sort un autre live : De bouches à oreilles.... Il est constitué d'un CD enregistré à l'Olympia et d'un autre, dans une salle plus petite, le Cabaret Sauvage, où ils collaborent notamment avec la section cuivre du groupe Mister Gang et aussi avec Les Ogres de Barback pour une chanson inédite intitulée La première fois. On y retrouve aussi une reprise de la célèbre chanson de Claude Nougaro, Armstrong.
En 2005, Tryo sort un nouveau DVD live qui s'intitule Au Cabaret Sauvage comme le deuxième CD sorti l'année précédente. On y trouve les mêmes chansons que sur l'album mais avec en plus, Babylone (issu du premier album) et trois duos avec Les Ogres de Barback : Mam'zelle Bulle et La Première Fois (deux collaborations des deux groupes) et Accordéon pour les Cons, une reprise de ce même groupe.

### Tryo fête ses 10 ans: le commencement d'une nouvelle période

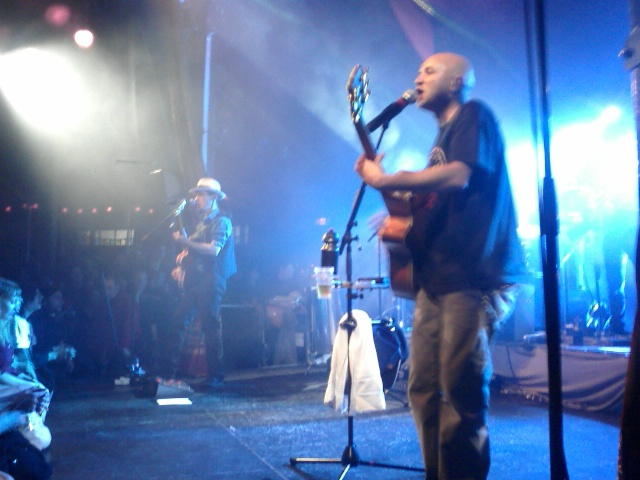
Les 10 ans du groupe au cabaret sauvage

La même année, Tryo fête ses 10 ans d'existence et a donc préparé un spectacle unique pour l'occasion. À la grande demande des fans québécois, ils ont assuré trois dates à Montréal pendant la période des fêtes. En France, la tournée rencontre également un franc succès. Ils ont en effet ajouté une touche de « spectaculaire » à leurs concerts (Valérie, acrobate au tissu, les a rejoints pour la touche visuelle du spectacle à laquelle il faut ajouter l'écran géant où Christophe Salengro fait de nombreuses apparitions et où Matthieu Chedid réalise un duo virtuel avec Manu) qui durent environ trois heures. Dans cette tournée, la plupart des classiques du groupe sont joués (notamment par le biais du medley au début du concert) ainsi que la chanson J'ai dix ans d'Alain Souchon.
Pendant une pause du groupe, Christophe Mali s'est lancé dans une carrière solo. Son premier album, Je vous emmène sort en mars 2006 avec un style davantage poétique et assez différent des réalisations du groupe.
Guizmo s'est lui investi dans les groupes Pause et Desert Rebel, aux côtés de Manu qui joue parfois sur scène avec les deux groupes.
Bibou a rejoint le management des Sunshiners.

### Tournée «Été 2007»

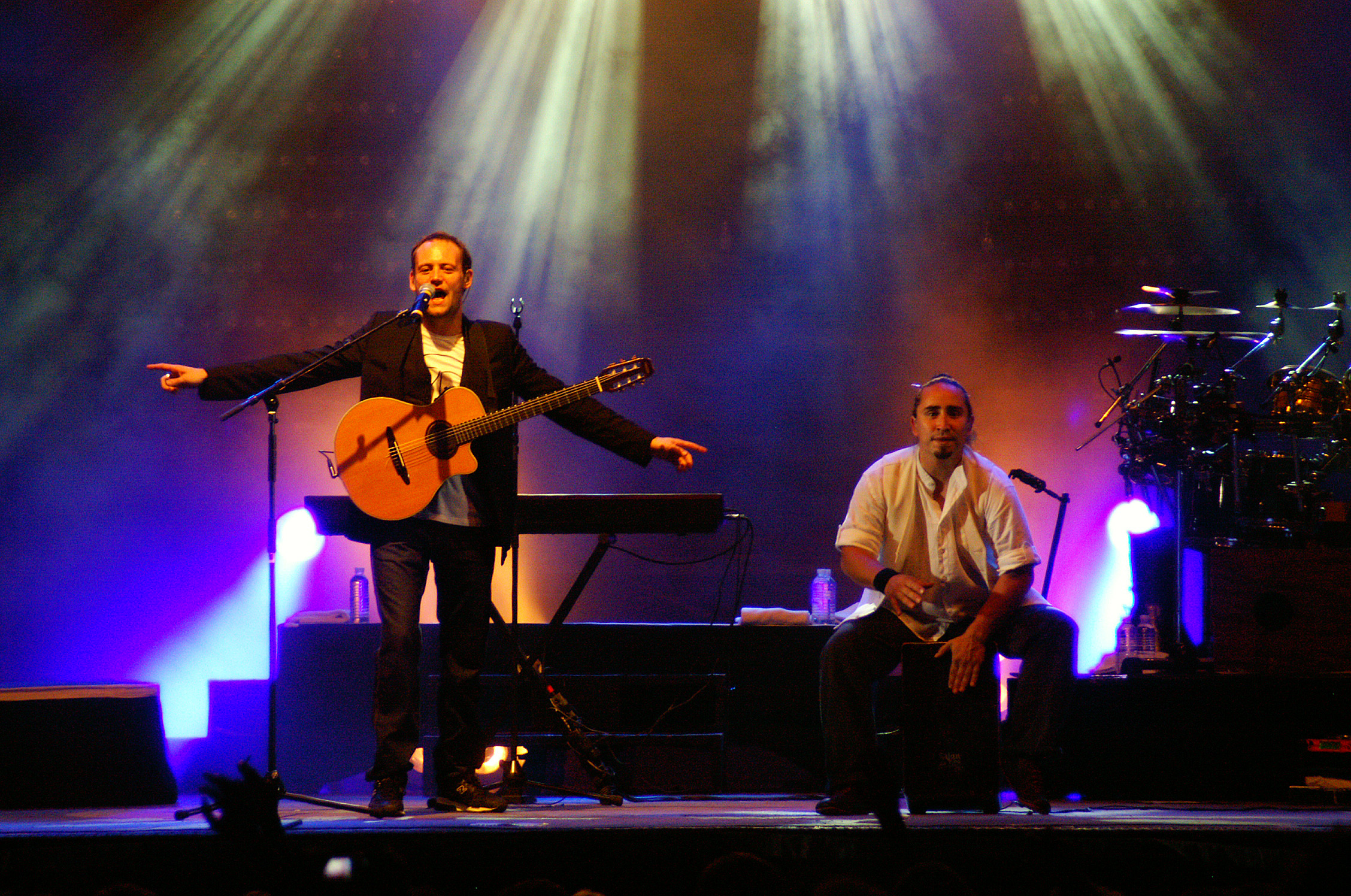
Tryo en concert lors du 5e festival Aux Zarbs d'Auxerre en juillet 2007.

Devant une forte demande de ses fans, le groupe reprend la route des festivals lors de cet été 2007 avec au programme le Festival des Vieilles Charrues à Carhaix, le Paléo Festival de Nyon (Suisse), le Festival aux Zarbs d'Auxerre, les Francofolies de La Rochelle, etc. Tryo y reprend ses anciennes chansons. L'orchestration est plus complexe et complète grâce à l'importante implication sur la scène de Gérard Tempia (violon), Frédéric Deville (violoncelle), déjà vus au Zénith de Paris pour les 10 ans du groupe, ainsi que des trois musiciens de La Sexion aux cuivres (aussi de la fête pour les 10 ans de Tryo).
Bernard Lavilliers participe à deux dates avec la reprise de sa chanson État des Lieux et sur L'Hymne de nos campagnes.
Tryo y joue aussi deux nouvelles chansons : L'Air du plastique (qui est présente sur l'album Ce que l'on sème avec une orchestration quelque peu différente) et L'homme se réveille.

### Quatrième album et tournée 2008
Un nouvel album du groupe, Ce que l'on sème, est sorti le 2 septembre 2008. Dès sa parution, Tryo entame une tournée dans toute la France, des dates sont prévues à un rythme très régulier jusqu'en décembre. Plusieurs dates sont prévues au Canada en mars 2009 puis la reprise de la tournée française s'effectue fin avril au Printemps de Bourges, pour se terminer le 17 décembre à Paris Bercy sur un concert de plus de trois heures avec de nombreux invités (Mustapha et Hakim de Zebda, La Rue Kétanou, Sally Nyolo, Arthur H, Ayọ, quatre musiciens de La Sexion aux cuivres et une cinquantaine de musiciens de l'école de Samba Sambatuc) et diffusé en live sur internet par Arte. Pour cette tournée, ils font appel à Pablo Mendez, aux percussions (déjà vu à l'Olympia en 2003 sur Co j'ai marre), ainsi qu'à Frédéric Deville, toujours au violoncelle.

### L'album live:Sous les étoiles
C'est un album live de la tournée 2009 du groupe. Un inédit, Consommez, la piste 16 de l'album, a été mis en téléchargement gratuit et légal du 20 au 27 septembre 2009 à des fins promotionnelles.
Des enregistrements live de L'Hymne de nos campagnes, La main verte (les deux au Casino de Paris) et de Quand les hommes s'ennuient ont été aussi mis en téléchargement légal via la lettre d'information du groupe.[réf. souhaitée]
En 2010, bravant l'éruption d'un volcan islandais qui bloque les avions européens au sol, Tryo prend, après un périple nocturne de plusieurs heures de bus, le dernier vol de Madrid en partance pour l'Argentine, pour une tournée exceptionnelle qui marque le "reencuentro" de Danielito avec sa famille sur son continent d'origine. Le groupe répond ainsi à l'invitation de l'Alliance française de Rosario et du Service de coopération et d’action culturelle (SCAC) de l'ambassade de France en Argentine, organisateurs avec les associations de professeurs de français du grand colloque, les SEDIFRALES. À cette occasion, Tryo au grand complet joue un concert en plein air au monument au drapeau de Rosario jusqu'au bout d'une soirée glacée d'avril[réf. nécessaire].

### Cinquième album:Ladilafé

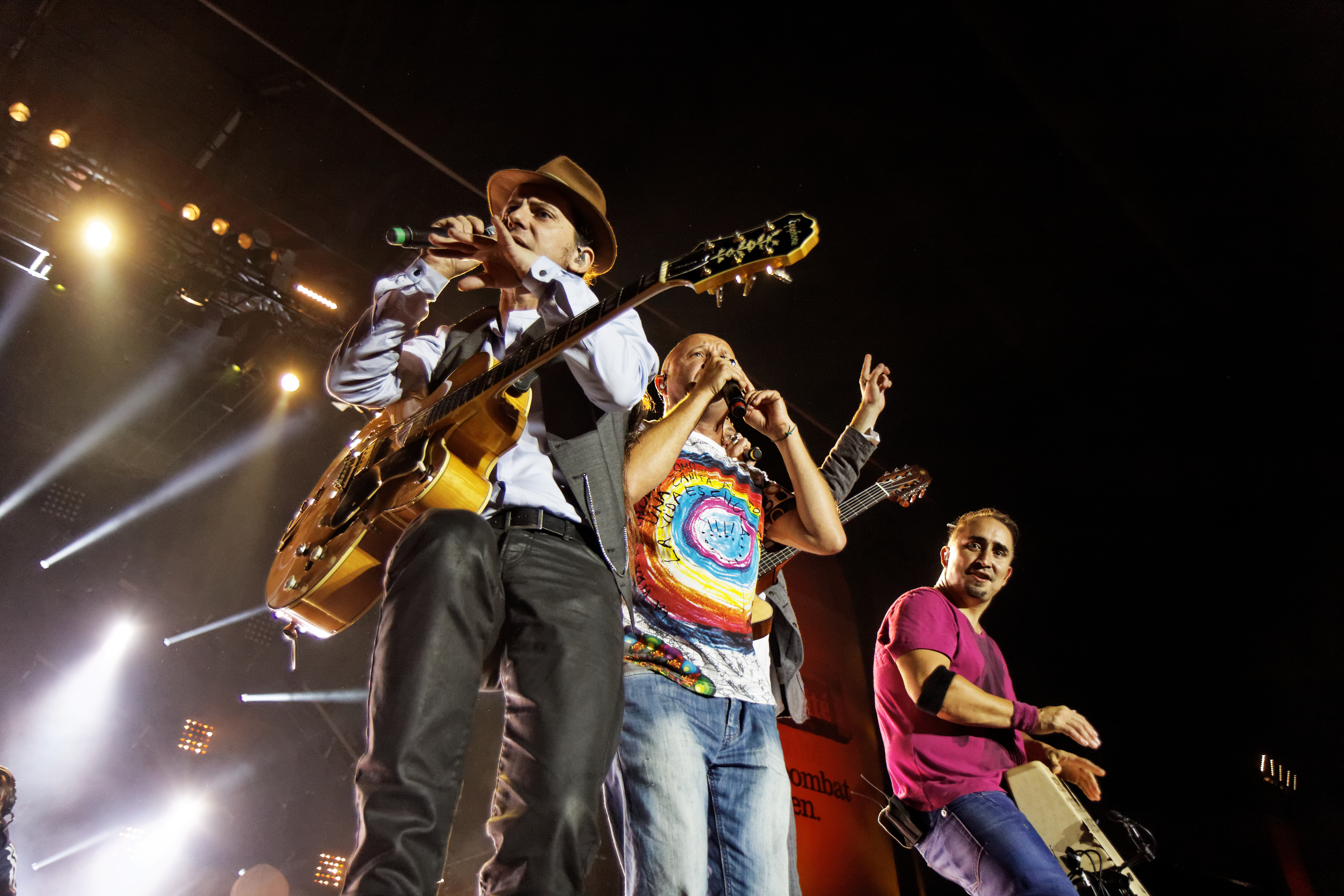
Concert à la Fête de l'Humanité 2013.

Le premier single de l'album, Greenwashing, est dévoilé le 2 avril 2012, avant la sortie l'album le 27 août 2012. Le titre de l'album « la di la fé », ne fait pas référence à une expression créole qui signifierait raconter des ragots (littéralement : « untel a dit ci, untel a fait ça »), mais plutôt comme l'explique Christophe Mali dans une interview, à la défunte Patricia Bonnetaud qui les a accompagnés tout au long de leur carrière via le label Yelen musiques. Ladilafé étant une contraction de « Elle l'a dit, elle l'a fait ».
Le 17 juillet 2013, au milieu de la tournée des festivals d'été, le groupe propose en téléchargement, sur les plateformes iTunes et Deezer, six morceaux enregistrés au Zénith de Toulouse l'hiver précédent :

### Sixième album:Vent debout

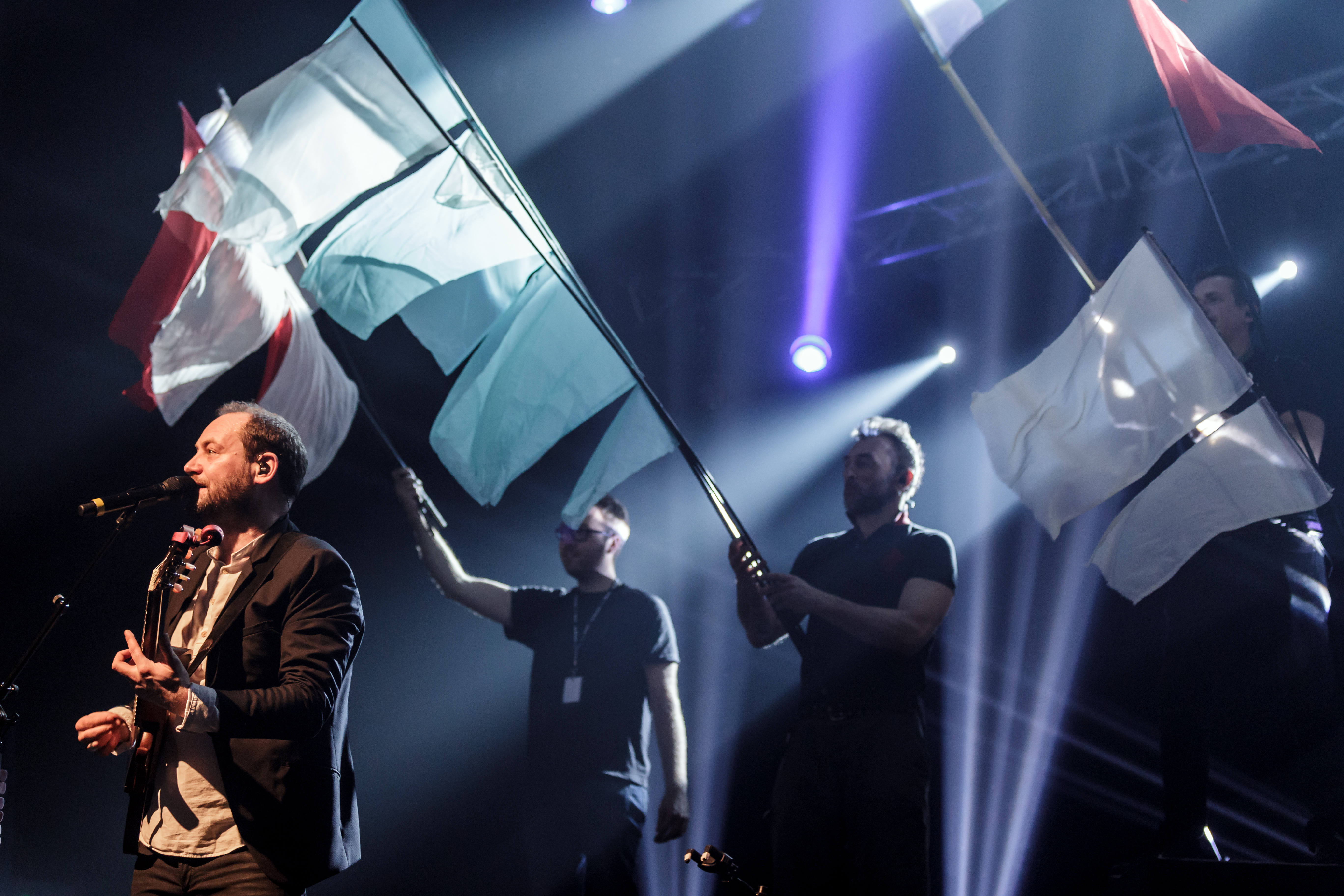
Concert de la tournée Vent debout à La Carène (Brest) en 2016.

La sortie de l'album est précédée d'une série de concerts. L'album Vent debout est sorti le 21 octobre 2016.

### Tryo célèbre ses 25 ans de carrière
En 2020, le groupe Tryo célèbre ses 25 ans de carrière et publie pour l'occasion, 31 janvier, un double album surprise de 21 titres, intitulé XXV. Le disque contient des reprises de leurs anciennes chansons rejouées avec des invités de la chanson française : Renaud, Alain Souchon et ses fils, Véronique Sanson, -M-, Hubert-Félix Thiéfaine, Bernard Lavilliers, Vianney, ainsi que Dub Inc.
Avant la sortie du disque et le concert anniversaire de mars à l’AccorHotels Arena, le groupe a déjà révélé en octobre 2019 une version collégiale de L’Hymne de nos campagnes reprise avec Zaz, Bigflo et Oli, Boulevard des Airs, Claudio Capéo, LEJ et Gauvain Sers.
En avril 2024, le groupe annonce faire une « grosse pause, sans date de retour définie », les membres du groupe se concentrant sur les projets en solo.

## Membres

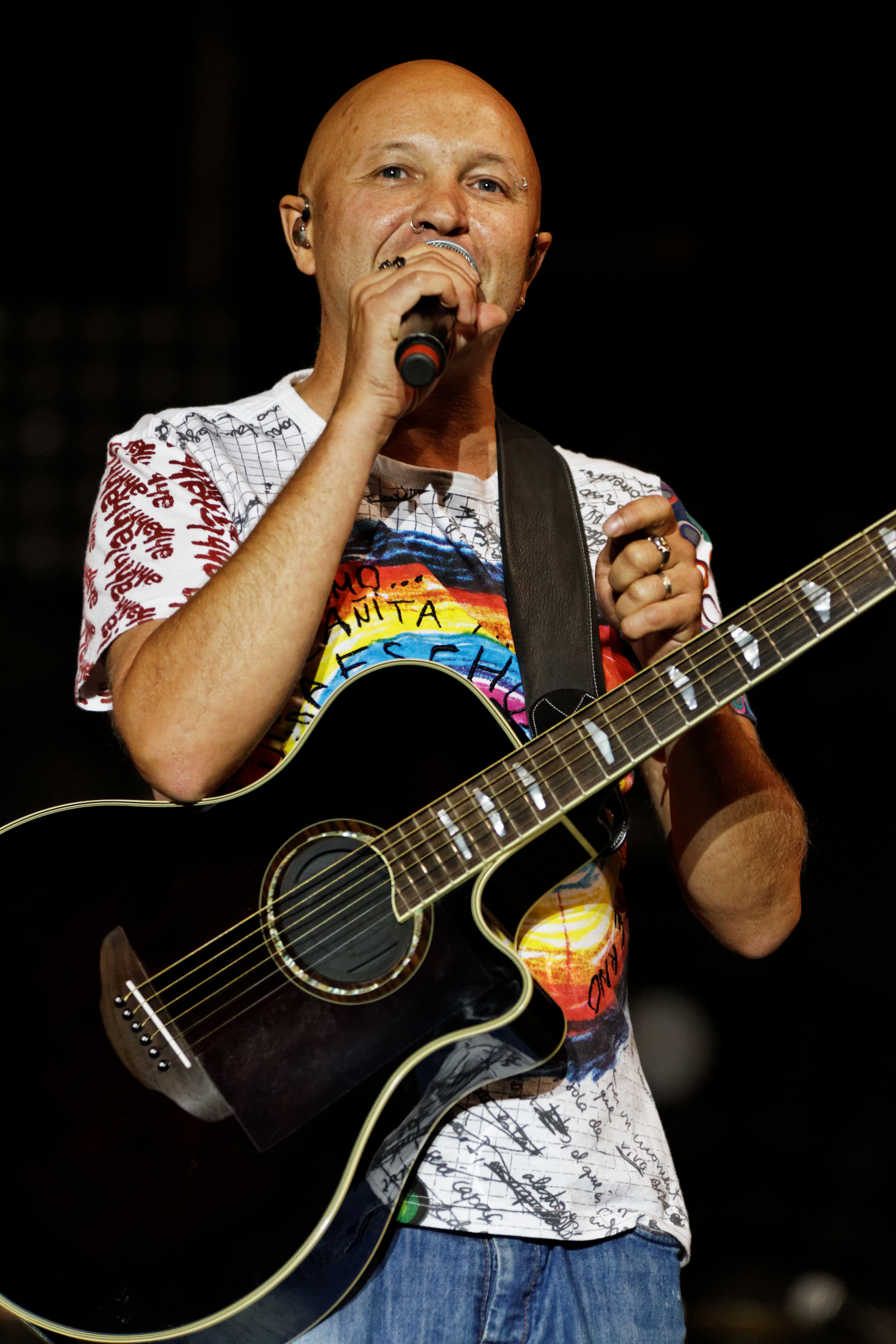
Guizmo
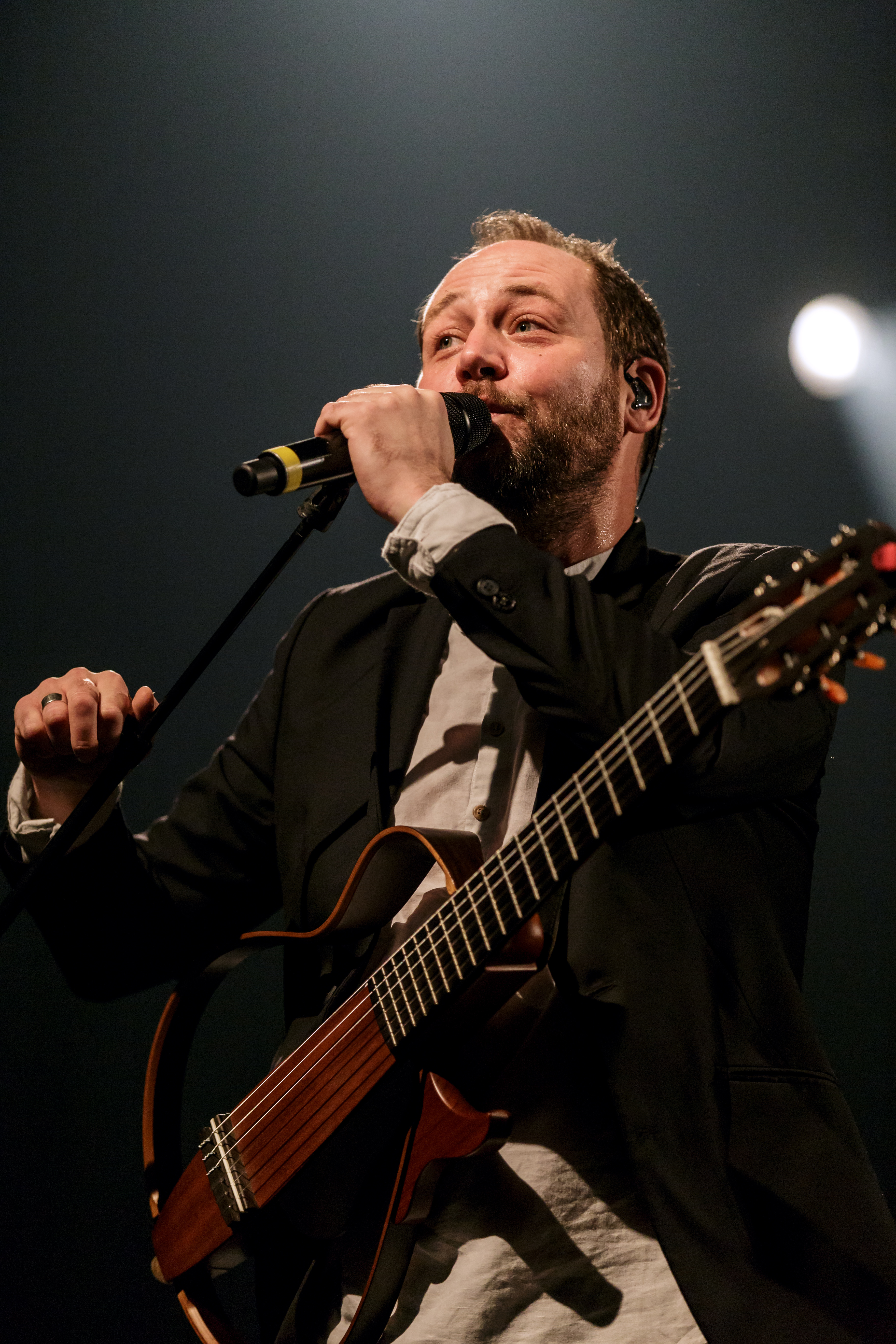
Christophe Mali
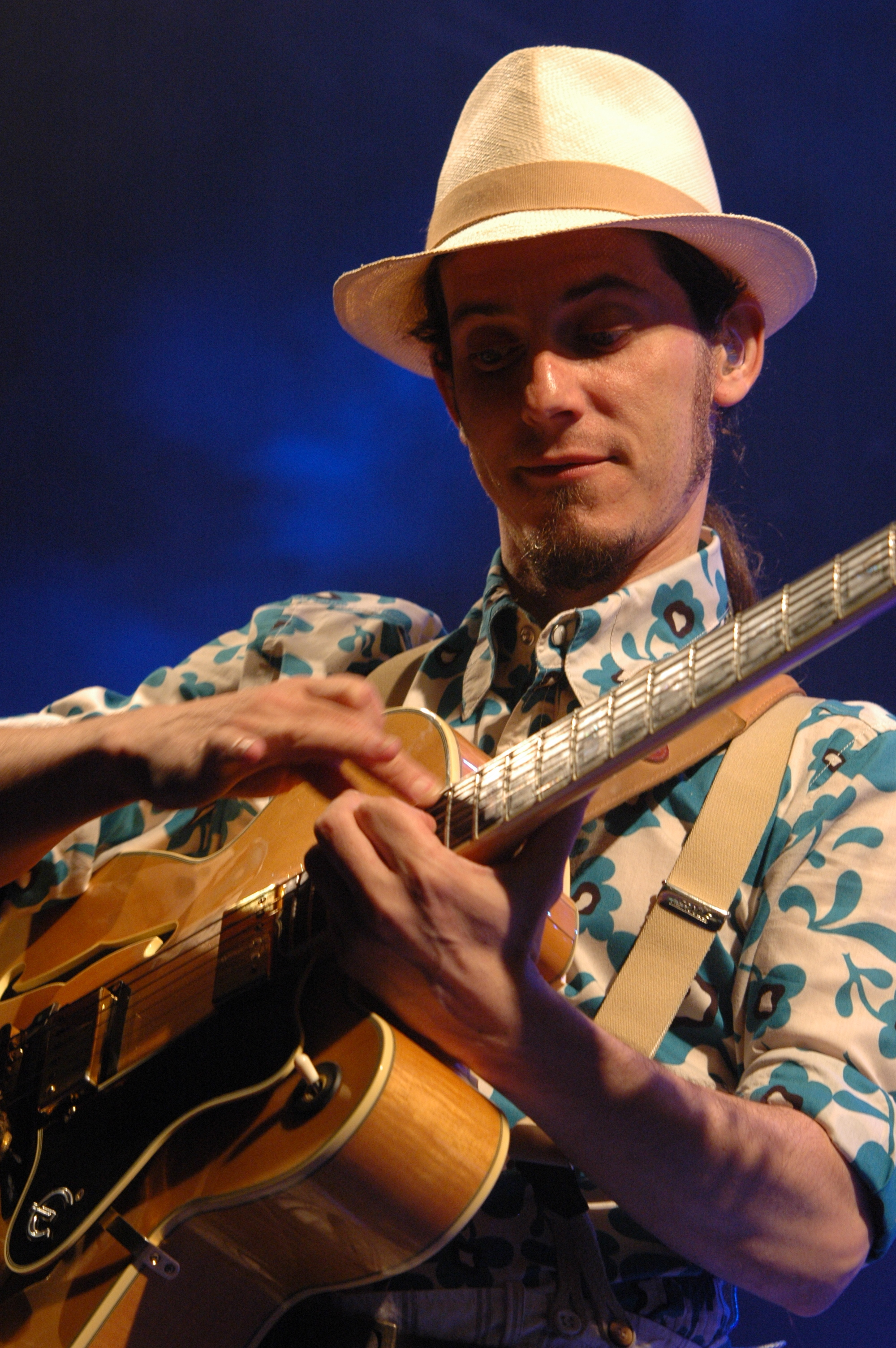
Manu Eveno
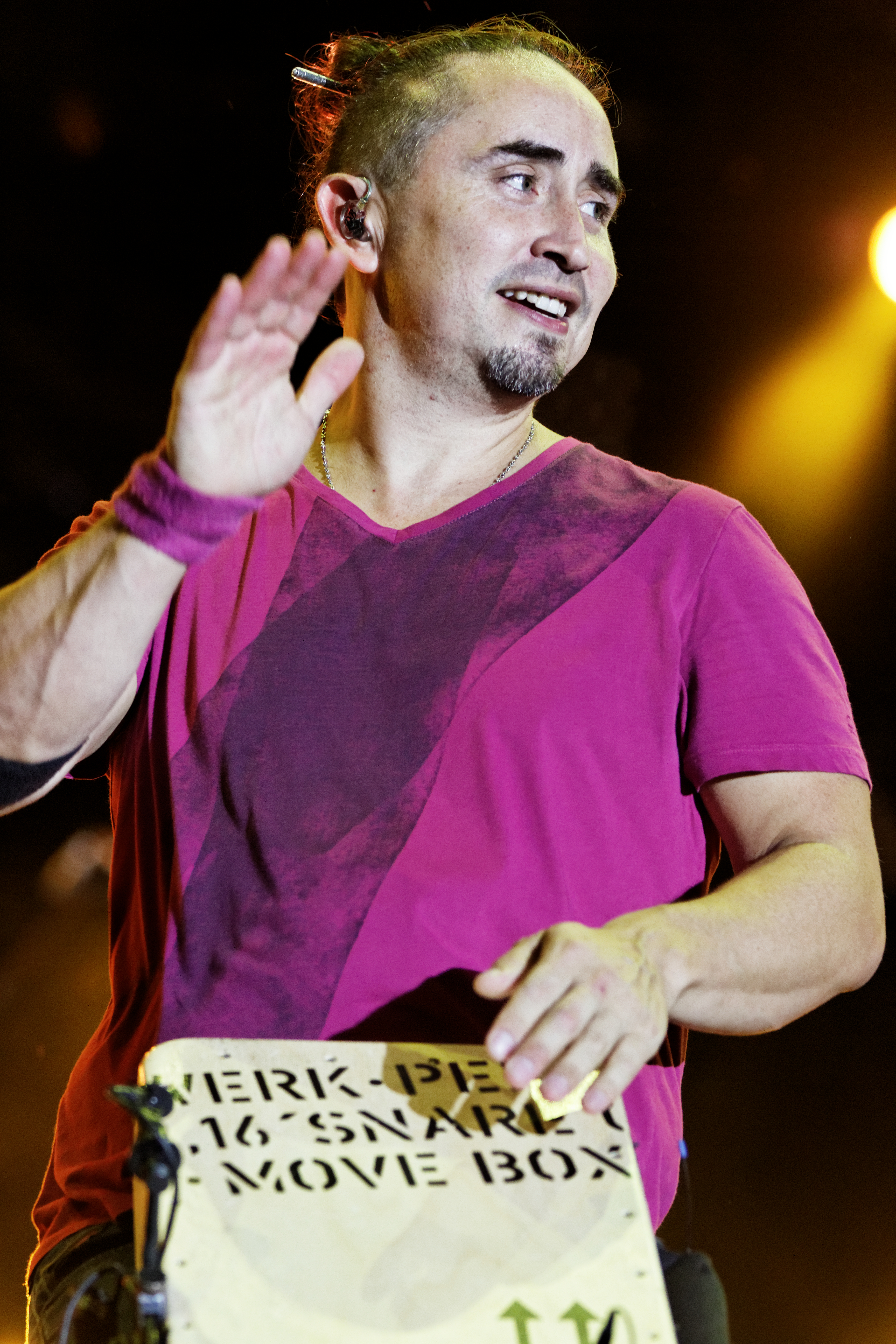
Daniel Bravo

- Cyril Célestin, dit Guizmo ou Guiz : chanteur, compositeur, musicien (guitare) : (1995 - présent).
- Christophe Petit, dit Christophe Mali ou simplement Mali : chanteur, compositeur, musicien (guitare, accordéon, piano, mélodica, darbouka) : (1995 - présent).
- Daniel Bravo, dit Danielito ou Ito : compositeur, musicien (batterie, djembé, darbouka, congas, güiro, cajón, bendir, bongos, violon, bombo) : (1996 - présent).
- Emmanuel Eveno, dit Manu Eveno ou simplement Manu ou Numa : chanteur, compositeur, musicien (guitare, guitare basse, charango, guitare électrique, oud, flûte traversière, clarinette, tablas, banjo, ukulele) : (1995 - 2021).

## Accompagnements musicaux

### La Sexion
La Sexion cuivres du groupe Mister Gang a accompagné Tryo sur scène dès le spectacle au Cabaret Sauvage et jusqu'à la tournée de l'été 2007.

Elle se compose de Philippe le Rouzic dit « Feal » au saxophone, de « Mols » à la trompette et de Thomas Henning au trombone (Mols ayant été remplacé, pour la tournée 2007, par David Dupuis dit « DD »). Ils jouent également avec les Sunshiners, groupe auquel ils appartiennent.
Durant le concert des 10 ans de Tryo, les trois musiciens de la Sexion accompagnent parfois le groupe au cajon.

### Les cordes
Depuis le spectacle Fête ses 10 ans..., le groupe a invité sur scène un violoncelliste et un violoniste : Frédéric Deville et Gérard Tempia. Ils les ont également accompagnés durant l'été 2007. Ils ont de même tous deux joué aux côtés de Bénabar.
De plus Frédéric Deville participe à la tournée 2008-2009 en tant que violoncelliste au côté de Pablo Mendez, un percussionniste argentin présent sur le DVD Fête ses 10 ans....

### Tournée Ladilafé 2012-2013
Lors de la tournée 2012-2013, le groupe est accompagné de deux musiciens additionnels :
- Catman (DJ Shalom) aux platines, percussions et basse (qui a participé au mixage du morceau Un jugement sans appel sur l'album Ladilafé) ;
- Benjamin Violet au violon et aux guitares.

## Engagements
Tryo est depuis toujours très engagé en faveur de l'écologie, : il soutient Greenpeace et participe le 3 juin 2009 avec L'Homme parle au meeting de soutien aux listes Europe Écologie au Zénith de Paris. Dans la pochette de leur album Ce que l'on sème on trouve un bulletin de promesse de dons en faveur de Greenpeace. De plus, les pochettes de ce même album sont fabriquées en carton issu de forêts gérées durablement (label Forest Stewardship Council) et le logo de Greenpeace apparaît au dos à côté de ceux de Tryo et Salut Ô Productions. En 2011, le groupe soutient officiellement le chef Raoni dans sa lutte contre le barrage de Belo Monte.
Lors des débats autour du téléchargement illégal, le groupe se prononce en 2006 contre la licence globale. Guizmo soutient le projet de loi Création et Internet de la ministre de la culture Christine Albanel, à travers la pétition Liste des 10 000 de la Sacem, ce qui a été qualifié de honteux par certains fans du groupe, jugeant cela contraire aux engagements de Tryo[réf. nécessaire].
Tryo, au fil des années et des succès, semble évoluer dans sa posture politique. Si le groupe, à ses débuts, affirmait soutenir depuis toujours le combat d'Arlette Laguiller et de Lutte ouvrière, il s'est écarté de l'extrême gauche en se montrant publiquement, par exemple, avec Daniel Cohn-Bendit dans l'émission du Grand Journal sur Canal+, et en soutenant plutôt l'aile gauche d'Europe Écologie Les Verts avec à sa tête Eva Joly. De même, il soutient François Ruffin aux élections législatives. Il préfère désormais garder ses distances avec les partis et soutenir davantage les associations.
Dans leur avant dernier album, Vent debout, la chanson Watson rend hommage à Paul Watson, fondateur de la Sea Shepherd Conservation Society et cofondateur de Greenpeace. Sea Shepherd œuvre pour la préservation du monde marin, notamment en combattant les baleiniers japonais en Antarctique presque tous les ans. Sur scène, les membres de Tryo agitent le drapeau à l'effigie de l'association et prononcent un discours en faveur du combat contre le massacre des baleines.
Ils soutiennent également l'association Kokopelli en offrant un sachet de semences pour toute commande passée sur leur site internet.
Ils ont exprimé leur soutien au mouvement des Gilets jaunes en faisant le parallèle avec les révoltes au Chili.

## Discographie

### Clips vidéo
- L'Hymne de nos campagnes présent sur le DVD Tryo fête ses 10 ans
- J'ai trouvé des amis présent sur le DVD Tryo au Cabaret Sauvage
- Désolé pour hier soir  présent sur le DVD Tryo au Cabaret Sauvage
- Serre-moi présent sur le DVD Tryo fête ses 10 ans
- Co j'ai marre présent sur le DVD Tryo au Cabaret Sauvage
- M. Bibendum présent sur le DVD Tryo au Cabaret Sauvage
- Toi et moi  présent sur le DVD Tryo sous les étoiles
- Sortez-les présent sur le DVD Tryo au cabaret sauvage
- Ce que l'on s'aime présent sur le DVD Tryo sous les étoiles
- El dulce de leche présent sur le DVD Tryo sous les étoiles
- Greenwashing dévoilé sur Internet mais non sorti en DVD [17]
- Nous génération dévoilé sur Internet
- Charlie dévoilé sur Internet en hommage aux morts de l'attentat de Charlie Hebdo
- Souffler dévoilé sur Internet, avec la participation de Renaud
- Chanter dévoilé sur Internet
- La Demoiselle dévoilé sur Internet

### Participations
- Mix up - Participation de Guizmo sur le morceau « Mix up en famille! »  sur l'album Les enfants du Gondwana (1999)
- Tibet Libre - Projet associatif regroupant de nombreux artistes (2000), l'album Tibet Libre contient le morceau « Les Nouveaux Bergers »
- M'Panada - Participation de Guizmo et Manu Eveno
- Pause - Participation de Guizmo
- Les Fils du coupeur de joints (2002) - Reprise de « Lorelei sébasto cha » avec Tarace Boulba sur l'album hommage à Hubert-Félix Thiéfaine
- Les Ogres de Barback - Participation au titre « Mamz'elle Bulle » sur l'album La pittoresque histoire de Pitt'ocha (2003)
- Percubaba- Participation sur « G8 » de Guizmo, sur l'album Antistatiq en 2006
- Mister Gang - Collaboration du groupe sur l'écriture de la chanson « Écoute ma prière »
- Émily Loizeau - Participation du groupe sur le morceau « Voilà pourquoi », sur l'album studio L'Autre Bout du monde (2006) et le live Émily Loizeau live au Grand Rex (2007)
- Idir - Participation au titre « Mama » sur l'album La France des couleurs (2007)
- Miro - Participation de Manu sur l'album Le Vainqueur jaloux (2007)
- Tous ces mots terribles - Reprise de « Ma fleur » sur un album hommage à François Béranger
- Bernard Lavilliers - Participation au titre « V'là l'baleze (Hugo Chavez) » sur l'album Samedi soir à Beyrouth (2008)
- Christophe Mali - Tryo au complet joue le morceau "Rose des sables" sur l'album Je vous emmène (2006)
- La rue kétanou - Participation de Manu à la guitare sur le morceau « Maître corbeau« de l'album À contre sens
- Desert Rebel - Participation de Guizmo à ce collectif qui a inspiré la chanson Abdallah
- Tagada Jones - Participation de Guizmo sur une version acoustique du morceau « Combien de temps encore » sur l'album Le Feu aux poudres (2006)
- Le Pied de la Pompe - Participation de Guizmo (écriture et chœurs) sur les titres « Ici ou là » et « Française à Paris » de l'album Ici ou là (2010)
- Collectif On y pense - Participation de Guizmo à la tournée 2012 du collectif formé sur l'initiative de Le Pied de la Pompe, avec Zeitoun de La rue kétanou et Alee (avec un album live de la tournée comprenant « Yakamonéyé », « Cinq Sens » et « Où tu vas » écrits par Guizmo pour Tryo, Pause et M'Panada)
- Alee - Participation de Guizmo sur le morceau « Laisser faire » du maxi Irmat Alikoum (2013)
- Boulevard des Airs - Participation du groupe au titre « Ici » sur l'album Les Appareuses Trompences (2013)
- As de Trêfle - Participation de Guizmo sur le morceau « Dans les bibliothèques » sur l'album (Pas) comme tout le monde (2014)
- On ne peut rien faire quand on a un p’tit - Participation du groupe entier dans l’album Enfantillages 3 d'Aldebert.
- Au café du canal - reprise d' Estelle sur l'album hommage à Pierre Perret (2017)
- Bigflo et Oli - Participation du groupe au titre Ferme les yeux de l'album La Vie de rêve (2018).

## Distinctions

### Certifications des albums
| Titre                                                             | Détails de l'album                                                                              | Meilleure position | Meilleure position | Meilleure position | Meilleure position | Ventes  | Certifications     |
| Titre                                                             | Détails de l'album                                                                              | FR                 | BEL (FR)           | BEL (NL)           | SUI                | Ventes  | Certifications     |
| ----------------------------------------------------------------- | ----------------------------------------------------------------------------------------------- | ------------------ | ------------------ | ------------------ | ------------------ | ------- | ------------------ |
| Mamagubida                                                        | - Sortie : 27 novembre 1998 - Label : Yelen Musiques - Format : CD                              | 7                  | —                  | —                  | —                  | 530 000 | - France : Platine |
| Faut qu'ils s'activent                                            | - Sortie : 6 octobre 2000 - Label : Yelen Musiques - Format : CD                                | 8                  | —                  | —                  | —                  | 280 000 | - France : 2 × Or  |
| Grain de sable                                                    | - Sortie : 3 juillet 2003 - Label : Salut Ô Productions - Format : CD                           | 8                  | 27                 | —                  | 50                 | 250 000 | - France : 2 × Or  |
| De bouches à oreilles...                                          | - Sortie : 24 octobre 2004 - Label : Yelen Musiques - Format : CD                               | 6                  | 81                 | —                  | 98                 | 150 000 | - France : Or      |
| Ce que l'on sème                                                  | - Sortie : 31 août 2008 - Label : Columbia, Sony BMG - Format : CD                              | 1                  | 3                  | —                  | 12                 | 350 000 | - France : Platine |
| Ladilafé                                                          | - Sortie : 27 août 2012 - Label : Columbia, Sony Music - Format : CD, téléchargement digital    | 1                  | 1                  | —                  | 26                 | 100 000 | - France : Platine |
| Vent debout                                                       | - Sortie : 21 octobre 2016 - Label : Columbia, Sony Music - Format : CD, téléchargement digital | 13                 | 29                 | —                  | —                  | 50 000  | - France : Or      |
| « — » indique que l'album n'est pas sorti ou classé dans le pays. |                                                                                                 |                    |                    |                    |                    |         |                    |

### Certifications des DVD musicaux
| Titre                   | Détails de l'album                                                        | Meilleure position | Meilleure position | Meilleure position | Meilleure position | Ventes | Certifications         |
| Titre                   | Détails de l'album                                                        | FR                 | BEL (FR)           | BEL (NL)           | SUI                | Ventes | Certifications         |
| ----------------------- | ------------------------------------------------------------------------- | ------------------ | ------------------ | ------------------ | ------------------ | ------ | ---------------------- |
| Reggae à coups d'cirque | - Sortie : 12 septembre 2002 - Label : Sony Music - Format : DVD          | —                  | —                  | —                  | —                  | 20 000 | - France : Platine     |
| Tryo au Cabaret Sauvage | - Sortie : 23 mars 2005 - Label : Sony BMG, Yelen Musiques - Format : DVD | —                  | —                  | —                  | —                  | 40 000 | - France : 2 × Platine |

### Victoires de la musique
| Année | Travail nommé               | Catégorie                               | Résultat   |
| ----- | --------------------------- | --------------------------------------- | ---------- |
| 2000  | Mamagubida (1998)           | Groupe ou artiste découverte de l'année | Nomination |
| 2007  | Tryo fête ses 10 ans (2006) | DVD musical de l'année                  | Lauréat    |

### NRJ Music Awards
| Année | Travail nommé                                    | Récompense                        | Résultat   |
| ----- | ------------------------------------------------ | --------------------------------- | ---------- |
| 2020  | Tryo                                             | Groupe/duo francophone de l'année | Nomination |
| 2020  | Désolé pour hier soir XXV feat. Mcfly et Carlito | Chanson francophone de l'année    | Nomination |

## Compléments